# Podróż (gra komputerowa)
Podróż (oryginalnie Journey) – niezależna gra komputerowa wyprodukowana przez amerykańskie studio Thatgamecompany i wydana wyłącznie na platformy PlayStation 3 i PlayStation 4. Miała premierę 13 marca 2012 roku za pośrednictwem systemu dystrybucji cyfrowej PlayStation Network. W Podróży gracz przejmuje kontrolę nad ubraną w szatę postacią znajdującą się na rozległej pustyni. W trakcie podróży może spotkać innych graczy; dwaj grający mają możliwość wzajemnej pomocy, lecz nie mogą komunikować się ze sobą przy użyciu mowy czy tekstu, jak również nie znają nazwy drugiego gracza. Jedyną formą komunikacji pomiędzy dwójką graczy jest muzyczne brzmienie, które przemienia matowe strzępy szaty, znalezione w trakcie progresji w rozgrywce, w pełne życia obiekty, co pozwala na kontynuowanie rozgrywki. Postać w szacie nosi na sobie szal, który po wypełnieniu strzępami sukna umożliwia graczowi lot w powietrzu.
Twórcy gry starali się wzbudzić w graczu uczucie małości i zdumienia, a także stworzyć więź emocjonalną pomiędzy anonimowymi graczami. Muzyka, skomponowana przez Austina Wintory'ego, w sposób dynamiczny reaguje na działania gracza, stanowiąc spójny motyw budujący klimat gry. Recenzenci gry chwalili oprawę audiowizualną, nazywając ją poruszającym i budzącym emocje doznaniem. Podróż zdobyła szereg nagród dla gry roku, a także między innymi nagrodę Grammy za rok 2013. Pudełkowa edycja kolekcjonerska, oprócz Podróży zawierająca dwie poprzednie gry Thatgamecompany oraz dodatkowe materiały, ukazała się 28 sierpnia 2012 roku.

## Fabuła
Fabuła w Podróży opowiadana jest bez słów, w formie zarówno prerenderowanych, jak i uruchamianych przez silnik gry cut scenek. Postać gracza rozpoczyna grę na rozległej pustyni. Na horyzoncie zauważa ogromną górę, na której szczycie znajduje się świecąca szczelina. W miarę podróży w kierunku góry gracz znajduje ruiny niegdysiejszej cywilizacji, zniszczonej przez piasek i upływ czasu. Na końcu każdej strefy, wokół ruin rozrzucone są głazy, na których podróżnik odpoczywa. Za sprawą owych skał podróżnemu objawia się wizja spotkania w okrągłym pomieszczeniu z białą postacią w szacie. Na pokoju znajdują się malowidła opisujące rozwój i upadek cywilizacji, co odzwierciedla podróż gracza.
Gracz kontynuuje podróż, aż dociera do ruin miasta u podstawy góry. Po bezpiecznym przybyciu na górę podróżnik rozpoczyna wspinaczkę po niej; walczy przy tym z coraz mroźniejszym klimatem, napotykając silne wiatry oraz zamiecie śnieżne. W połowie drogi do szczeliny podróżnik spada i upada na śnieg. Wówczas pojawia się kilka zakapturzonych białych postaci, które dodają podróżnikowi nowych sił; dzięki temu gracz dociera na szczyt góry i wchodzi w szczelinę. Graczowi ukazują się wówczas napisy końcowe, w tle których pojawia się sekwencja końcowa. Ukazuje ona spadającą gwiazdę, która emanuje ze szczeliny oraz przemierza drogę, jaką podróżnik odbył przez ruiny. W trakcie sekwencji ukazani zostają inni zakapturzeni podróżnicy przemierzający drogę na górę. Ostatecznie gwiazda zatrzymuje się na pustyni, na której gra się rozpoczęła, a gracz ma możliwość ponownego rozpoczęcia gry.

## Rozgrywka
W Podróży gracz wciela się w rolę postaci w szacie, znajdującej się na pustyni. Po sekwencji wprowadzającej gracz widzi swą postać siedzącą na piasku, z wielką górą w tle. Ścieżka prowadząca do góry, ostateczny cel podróży, jest podzielona na kilka sekcji, przez które gracz podróżuje liniowo. Gracz może poruszać się po poziomach, jak również przejąć kontrolę nad kamerą podążającą z postacią, przy użyciu gałki analogowej lub przycisków na kontrolerze Sixaxis. Gracz może skakać po naciśnięciu jednego z przycisków lub emitować krzyk bądź nutę muzyczną przy użyciu innego; długość i głośność krzyku zależy od sposobu naciśnięcia przycisku, a nuta komponuje się z muzyką w tle. Na początku gry instrukcja sterowania pojawia się w formie obrazkowej; poza napisami końcowymi oraz ekranem tytułowym w grze nie ukazuje się i nie pada ani jedno słowo.
Postać w szacie nosi na sobie szal. Gdy zostanie on wypełniony pobliskimi strzępami sukna, umożliwia graczowi po skoku uniesienie się i latanie. Do uniesienia się potrzebna jest energia, reprezentowana wizualnie przez runy świecące na szalu. Dotknięcie świecących znaków rozrzuconych po poziomach wydłuża szal, umożliwiając graczowi dłuższy lot. Na poziomach znajdują się także dłuższe strzępy sukna; początkowo są one pozbawione wyrazistego koloru, jednak gdy gracz wyda dźwięk w ich pobliżu, zmieniają barwę na jaskrawy czerwień. Ma to konsekwencje dla świata gry, powodując między innymi wypuszczenie części sukna, budowę mostów lub lewitację gracza. W następstwie owych zmian gracz może kontynuować przemieszczanie się po poziomie poprzez otwarcie drzwi lub przejście do dotychczas niedostępnych przestrzeni. W związku z tym gracz napotyka latające postacie z sukna, z których część pomaga graczowi. Na dalszych poziomach gracz spotyka wrogie stworzenia ze skały, które po ujrzeniu jego postaci zdzierają z niej części szalu.
Na każdym poziomie jest możliwe napotkanie innego gracza tymczasowo podłączonego do gry. Gdy gracze zbliżą się do siebie, naładowują wzajemnie energię swoich szali. Nie mogą komunikować się ze sobą inaczej, niż śpiewając. Gracze mają możliwość wzajemnej pomocy poprzez aktywowanie strzępów materiału lub pokazywanie ścieżek, lecz nie mogą utrudniać sobie nawzajem sobie rozgrywki, a interakcja między nimi nie jest potrzebna do zaliczenia żadnego poziomu. Gdy dwaj gracze skończą poziom w tym samym momencie, razem przenoszą się do nowego; w przeciwnym razie, gdy pójdą dalej, zostają połączeni z nowymi graczami. Jakkolwiek żadna z postaci kierowanych przez graczy nie różni się od innej, poszczególni gracze są wyróżnieni poprzez unikalne symbole; pojawiają się one w powietrzu, gdy dana postać zaśpiewa i widoczne są przez cały czas na jej szacie. Ukończenie całej gry zajmuje od dwóch do trzech godzin.

## Produkcja

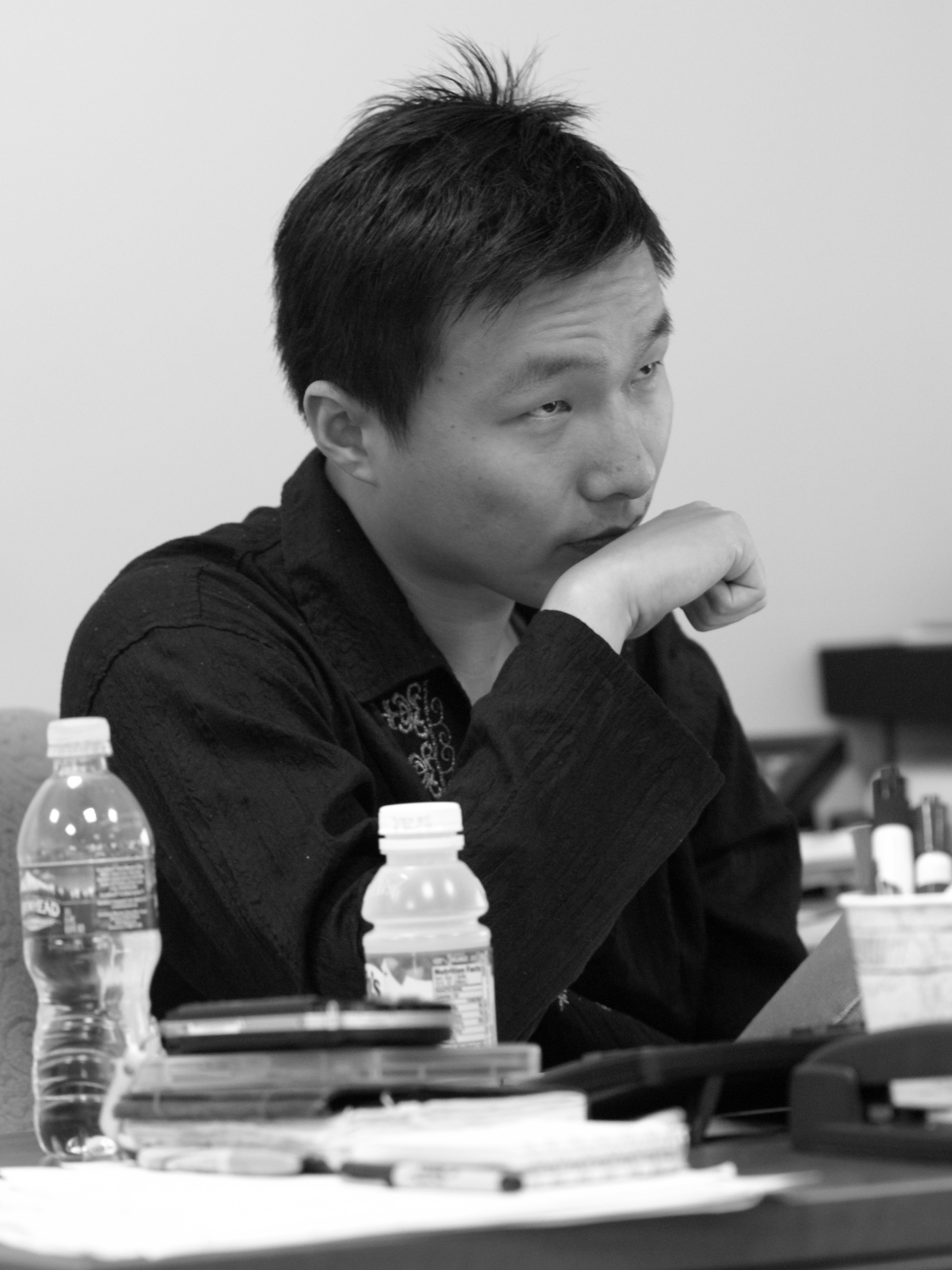
Dyrektor kreatywny Jenova Chen w 2007 roku

Podróż była ostatnią grą stworzoną w ramach umowy o trzy dzieła, zawartej między Thatgamecompany i Sony. Pierwszą z nich stanowiła Flow, a drugą – Flower. Produkcja Podróży rozpoczęła się w 2009 roku, po wydaniu Flower. 18-osobowy zespół pracujący na Podróżą składał się głównie z twórców poprzednich gier spółki; współtwórca studia Jenova Chen był dyrektorem kreatywnym. Kellee Santiago, producentka Flow i Flower, w trakcie prac nad grą zdecydowała się skupić na swojej pracy prezes studia, więc producentem Podróży został Robin Hunicke.
Gdy rozpoczęły się prace nad grą, Sony oszacowało czas jej produkcji na rok, choć ostatecznie została ona ukończona dopiero po trzech latach. Thatgamecompany spodziewało się przedłużenia produkcji; zdaniem Hunickego postulat ukończenia gry w ciągu roku był pozbawiony realizmu. Produkcja trwała dłużej, niż przewidywali sami twórcy, gdyż zespół miał trudności z przeniesieniem swych pomysłów na grę i wzajemnym porozumieniem się co do jej kształtu. W trakcie tworzenia gry zespół nad nią pracujący rozrósł się z siedmiu do osiemnastu osób. Pod koniec drugiego roku produkcji, gdy minął termin jej zakończenia, nadal gra nie wywoływała pożądanych reakcji u testerów. Sony przedłużyło termin stworzenia gry o rok, ale i tak został on przez twórców przekroczony.
Stres, w jakim realizowany był projekt, prowadził do opinii, że zespół nie ma ani pieniędzy, ani czasu na zrealizowanie swoich zamysłów; wskutek tego pracownicy studia popadli w konflikt. Twórcy ostatecznie zredukowali nadgodziny spędzone nad projektem, aby uniknąć wypalenia. Oznaczało to jednak dalsze opóźnienia i spowodowało ryzyko bankructwa w chwili, gdy gra potrzebowała doszlifowania. Podczas mowy wygłoszonej na 16. corocznej konferencji D.I.C.E. Summit w 2013 roku Chen przyznał się do tego, że jego spółce na końcowym etapie produkcji groziło bankructwo i w związku z tym część pracowników nie otrzymywało swojej płacy. Hunicke twierdził, że rozwiązanie problemu przyniosło ostateczne ukończenie gry i rozluźnienie atmosfery panującej wewnątrz zespołu.
Zamierzeniem gry było sprawienie, aby gracz poczuł swą małość wobec świata przedstawionego, a także nadanie uczucia trwogi względem otoczenia. Podstawową ideę projektu stanowiło stworzenie gry, która wymykałaby się banalnym zakończeniom występującym – zdaniem Chena – w większości gier komputerowych. Zespół początkowo stworzył prototyp zwany Dragon, w którym gracze mieliby możliwość współpracy poprzez odciąganie uwagi potężnego potwora; pomysł ten jednak został zarzucony, gdyż gracze nie współpracowali ze sobą, zajmując się własnymi celami.
Twórcy zaprojektowali grę na wzór „ogrodu japońskiego”; próbowali usunąć wszystkie elementy gry, które nie pasowały do innych, aby emocje, jakie planowali wzbudzić w odbiorcach, znalazły pełny wyraz. Ów minimalizm miał w zamierzeniu uczynić grę intuicyjną dla gracza, tak aby mógł on eksplorować świat przedstawiony i doznać uczucia zadziwienia bez bezpośrednich wskazówek. Łuk narracyjny gry został tak zaprojektowany, aby naśladować teorię narracyjną monomitu autorstwa Josepha Campbella, a podróż bohatera – aby stworzyć więź emocjonalną z drugim, anonimowym podróżnikiem. Podczas swej mowy na D.I.C.E. Summit Chen zaznaczył, że trzech z 25 testerów płakało po ukończeniu gry.
Wieloosobowa część Podróży została tak zaprojektowana, aby gracze współpracowali ze sobą bez przymusu i potrzeby wzajemnej rywalizacji. W zamierzeniu pozwala ona graczom, aby więź między nimi narodziła się podczas wzajemnego odkrywania, nie zaś rozmowy czy walki. Planem twórców było stworzenie gry, w której gracze czują ze sobą więź, co pozwala na wyzwolenie w nich pozytywnych stron człowieczeństwa. Producenci uznali zarazem, że skupienie się na motywie troski o innego gracza skomplikowałoby rozgrywkę o dodatkowe zadania, których wykonywanie odwróciłoby uwagę od drugiego grającego. Twórcy uważali również, że komunikacja tekstowa bądź głosowa między graczami, czy też ukazanie ich pseudonimów, wywołałyby wzajemne uprzedzenia i niesnaski.
Gra ukazała się 13 marca 2012 w wersji do pobrania na platformie PlayStation Network. Dzień później pojawił się motyw na PlayStation Home, podobny wyglądem do Podróży. Pudełkowa edycja kolekcjonerska gry została wydana 28 sierpnia 2012 roku. Oprócz samej Podróży edycja zawiera Flow i Flower, komentarze odautorskie, grafiki, galerie i ścieżki dźwiękowe ze wszystkich trzech gier; a także niepowiązane z nimi minigry oraz materiały dodatkowe. We wrześniu 2012 roku Sony i Thatgamecompany wydały książkę w twardej okładce zatytułowaną The Art of Journey autorstwa dyrektora artystycznego Matta Navy, która zawierała grafiki koncepcyjne z gry oraz jej grafikę w ostatecznym kształcie.

## Muzyka
Muzykę do Podróży skomponował Austin Wintory, który pracował z Thatgamecompany także nad ścieżką dźwiękową do Flow. Wintory współpracował przy tworzeniu ścieżki dźwiękowej z projektantem dźwiękowym Steve'em Johnsonem, jak również z zespołem programistów. W wyniku tego muzyka dostosowuje się do działań gracza i dźwięków wydawanych przez pobliskie obiekty w grze, co miało dać graczowi złudzenie, iż muzyka tworzona jest na bieżąco. Johnson uważał, że napisanie utworów zmieniających się bez związku z akcją dzieła byłoby bezcelowe, gdyż pozbawiałoby grę swoistego klimatu. Jenova Chen spotkał się z Wintorym już na początku procesu produkcji, aby opisać własną wizję projektu; tej samej nocy Wintory napisał i nagrał główny motyw muzyczny z użyciem wiolonczeli. Przez następne trzy lata kontynuował pracę nad ścieżką dźwiękową, eksperymentując i zarzucając wiele pomysłów.
Chociaż w wielu grach każda postać lub strefa ma inny motyw muzyczny, Wintory w przypadku Podróży postąpił inaczej. Cała gra zawiera jeden motyw muzyczny ilustrujący podróż gracza, w którym kluczową rolę odgrywa wiolonczela. Wintory przyrównał muzykę do koncertu, w którym gracz jest solistą, a cała reszta instrumentów reprezentuje świat wokół niego; nie jest jednak w jego opinii muzyką orkiestrową ze względu na użycie elektroniki. W miarę postępu gry wiolonczela, początkowo trudno słyszalna wśród dźwięków elektronicznych, zaczyna wieść prym wśród instrumentów. Podczas gdy styl artystyczny gry czerpie z różnych kultur, muzyka w wydaniu Wintory'ego jest pozbawiona bezpośrednich odwołań kulturowych, stanowiąc dzieło uniwersalne. Dźwięki wiolonczeli zostały wykonane przez Tinę Guo, przyjaciółkę Wintory'ego i jego współpracowniczkę. Wszystkie nieelektryczne instrumenty na ścieżce dźwiękowej zostały nagrane z udziałem prawdziwej orkiestry.
Ścieżka dźwiękowa została wydana 10 kwietnia 2012 roku jako album dostępny w sklepach iTunes i PlayStation Network. Album składa się z najbardziej istotnych utworów, które zostały zaaranżowane przez Wintory'ego jako samodzielne ścieżki (bez kontekstu w postaci działań gracza). W albumie znajduje się 18 utworów o łącznej długości 58 minut. Ostatni z nich, „I was Born for This”, zawiera śpiew piosenkarki Lisbeth Scott. Po wydaniu ścieżka dźwiękowa znalazła się w ponad 20 krajach na liście dziesięciu najpopularniejszych albumów w iTunes. Album osiągnął także 116. miejsce na liście Billboard 200, uzyskując w pierwszym tygodniu od wydania sprzedaż w wysokości około 4000 egzemplarzy, co stanowiło drugi najlepszy wynik w przypadku ścieżek dźwiękowych z gier komputerowych. Ścieżka dźwiękowa ukazała się 9 października 2012 roku w formie fizycznej. W 2012 roku Wintory opublikował na Bandcampie dostępny do pobrania album muzyczny, zatytułowany Journey Bonus Bundle, który zawiera wariacje na motywy z Podróży i Flow. Sama ścieżka dźwiękowa znalazła się na Bandcampie 19 czerwca 2013 roku.
Lista utworów
| Nr  | Tytuł utworu          | Długość |
| --- | --------------------- | ------- |
| 1.  | „Nascence”            | 1:47    |
| 2.  | „The Call”            | 3:39    |
| 3.  | „First Confluence”    | 1:40    |
| 4.  | „Second Confluence”   | 2:20    |
| 5.  | „Threshold”           | 6:05    |
| 6.  | „Third Confluence”    | 1:40    |
| 7.  | „The Road of Trials”  | 4:16    |
| 8.  | „Fourth Confluence”   | 1:07    |
| 9.  | „Temptations”         | 4:13    |
| 10. | „Descent”             | 2:40    |
| 11. | „Fifth Confluence”    | 1:23    |
| 12. | „Atonement”           | 6:11    |
| 13. | „Final Confluence”    | 2:06    |
| 14. | „The Crossing”        | 1:58    |
| 15. | „Reclamation”         | 2:16    |
| 16. | „Nadir”               | 3:37    |
| 17. | „Apotheosis”          | 7:07    |
| 18. | „I Was Born for This” | 4:41    |
|     |                       | 58:46   |

## Odbiór gry
Podróż odniosła światowy sukces komercyjny i artystyczny. Po swoim wydaniu okazała się najszybciej sprzedającym się tytułem w sklepie PlayStation Store zarówno w Ameryce Północnej, jak i w Europie. Na targach Electronic Entertainment Expo w 2011 roku zdobyła ona nagrody dla najlepszej gry do pobrania od stron 1UP.com, GameSpy i GameTrailers. Po publikacji gra otrzymała liczne nagrody na koniec roku 2012. Podróż została ogłoszona przez IGN i GameSpot najlepszą grą roku. Ścieżka dźwiękowa była nominowana do Nagrody Grammy jako pierwszy w historii album z gry komputerowej, aczkolwiek nie zdobyła nagrody. Dodatkowo IGN przyznał grze nagrody za najlepszą muzykę i oprawę graficzną, a GameSpot – dla najlepszej gry na PlayStation Network. Na rozdaniu Spike Video Game Awards Podróż została uhonorowana tytułami najlepszej gry na PlayStation 3, najlepszej gry niezależnej oraz posiadającej najlepszą muzykę; dodatkowo była nominowana do tytułów gry roku, najlepszej gry do pobrania, najlepszej oprawy audiowizualnej oraz najlepszego utworu z gry („I Was Born for This”). Na 16. rozdaniu nagród Interactive Achievement Awards, przyznanych przez Akademię Sztuk i Nauk Interaktywnych, Podróż zdobyła nagrody dla: gry roku, innowacji w graniu, gry rekreacyjnej, za reżyserię artystyczną, reżyserię ogólną, rozgrywkę wieloosobową, oryginalną kompozycję muzyczną oraz udźwiękowienie; nominowano ją także za historię, programowanie rozgrywki oraz w kategorii najlepszej gry do pobrania. Gra zdobyła w 2013 roku nagrodę Annie za animację. Otrzymała też pięć statuetek Brytyjskiej Akademii Sztuk Filmowych i Telewizyjnych za osiągnięcie artystyczne oraz dźwiękowe, projekt gry, tryb gry wieloosobowej i muzykę oryginalną, a także była trzykrotnie nominowana do tytułów: najlepszej gry, innowacji w grach oraz historii. W marcu 2013 roku gra zdobyła sześć nagród na rozdaniu Game Developers Choice Awards: za udźwiękowienie, najlepszy projekt, najlepszą innowację, tytuł najlepszej sztuki wizualnej, najlepszej gry do pobrania oraz gry roku.
Podróż spotkała się z entuzjastycznym odbiorem ze strony krytyków, którzy chwalili zarówno oprawę audiowizualną, jak i budowanie emocjonalnej więzi gracza z kierowaną postacią. Ryan Adams z IGN opisał ją jako najpiękniejszą grę swoich czasów, twierdząc, że każda chwila z nią spędzona przypomina mistrzowskie dzieło sztuki. Jane Douglas z GameSpotu podzieliła ową opinię, nazywając grę „niemiłosiernie piękną” oraz chwaląc zarówno różnorodność wizualną świata, jak i odwzorowanie ruchu piasku pod wpływem wiatru. Matt Miller z pisma „Game Informer” był zachwycony animacją piasku i postaci, uznając ją za wizualnie oszałamiającą. Komplementy padły także pod adresem muzyki, którą Miller opisał jako „zapierającą dech”, a Douglas jako poruszającą.
Recenzenci wyrazili szczególny zachwyt doznaniami emocjonalnymi płynącymi z gry, szczególnie z innymi graczami. Christian Donlan ze strony Eurogamer opisał ją jako „bezwyznaniowe doznanie religijne”, które w połączeniu z innym graczem nadaje rozgrywce charakteru pielgrzymki. Recenzent pisma „Edge” stwierdził, że emocje związane z grą uderzają „miejscami zdumiewającą siłą”, podczas gdy Patrick Shaw z „Wired” doznał w grze szerokiej gamy emocji – od przerażenia do przygnębienia. Miller stwierdził, że za każdym razem, gdy grał w Podróż, dostawał ciarki, a każdy moment zapadał mu w pamięci na tygodnie. Joel Gregory z  „PlayStation Official Magazine” chwalił fabułę za wieloznaczność i otwartość na własnoręczne interpretacje ze strony gracza. Donlan opisał dodanie drugiego, anonimowego gracza do rozgrywki jako zamysł mistrza, a zdaniem „Edge” ów zabieg dodał atmosfery doświadczeniu, jakim była gra. Tymon Smektała z „CD-Action” stwierdził, że fabuła „ma w sobie siłę, której brakuje opowiadającym o podobnych rzeczach filmom czy książkom”.
Krytyka gry skupiała się na jej długości i tempie. Clements zaznaczył, że nie wszystkim graczom może spodobać się jej melancholijny charakter i krótki czas trwania; owa opinia została powtórzona przez „Edge”. Miller stwierdził, że w Podróży brakuje bardziej złożonych elementów rozgrywki, a Shaw był rozczarowany krótkim czasem gry, choć z kolei Douglas uznała jej długość za perfekcyjną. Miller podsumował, iż gra może być porównana do dobrej jakości muzyki, filmu czy książki, a zdaniem Clements Podróż pozostanie w pamięci graczy na lata.